# Sautière
Ne doit pas être confondu avec Sauteuse (danse).

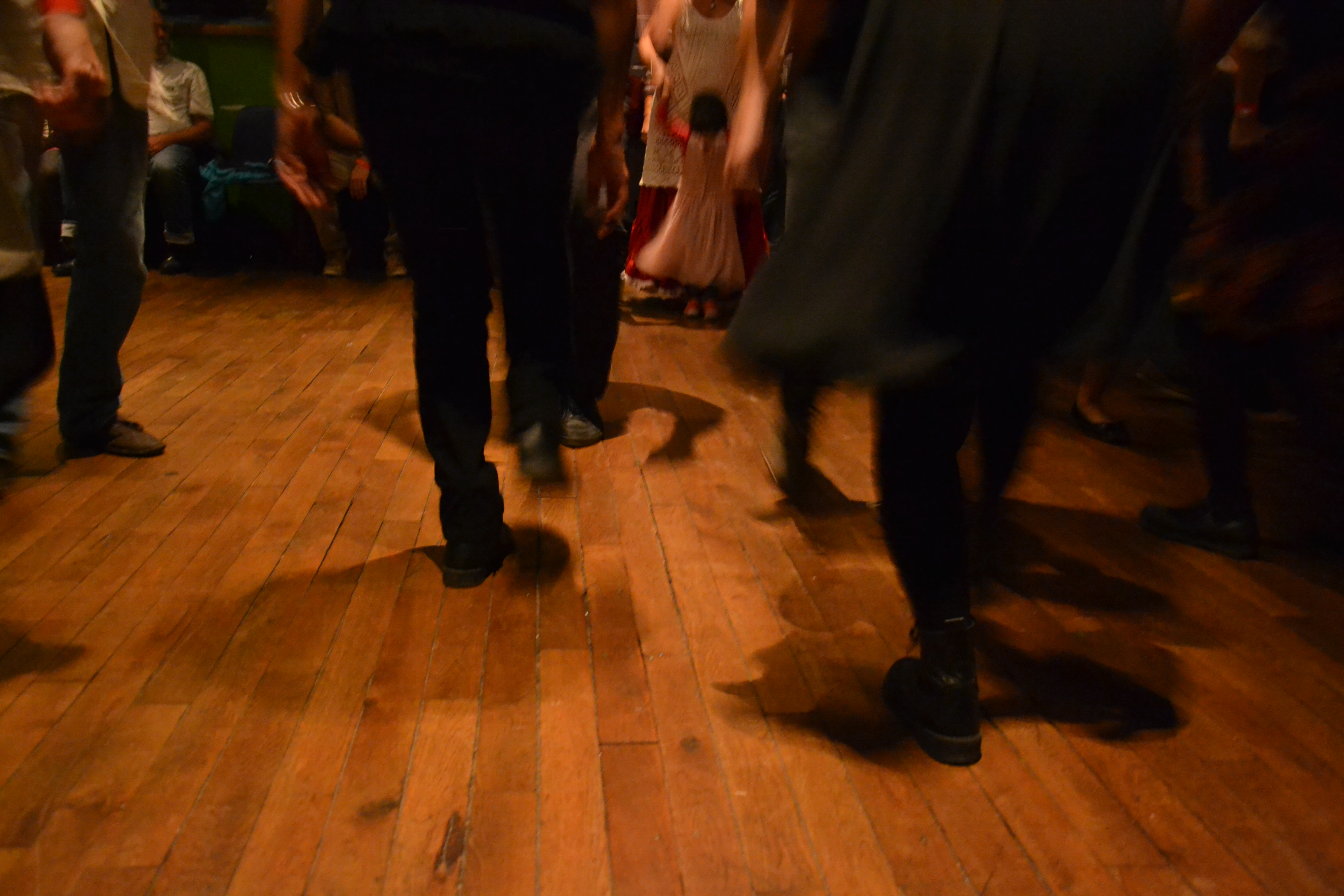
Danseurs de sautière.

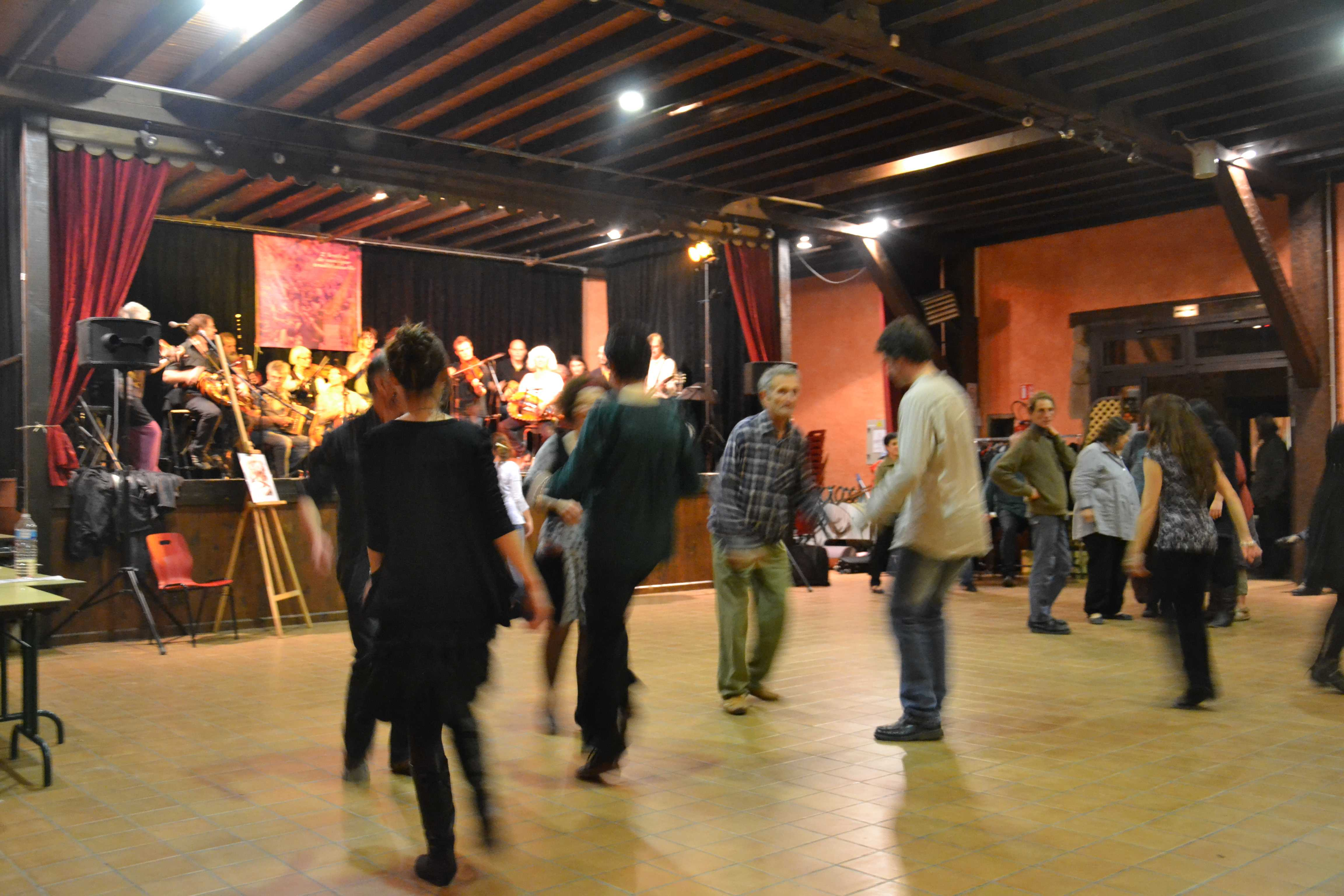
Danseurs de sautière.

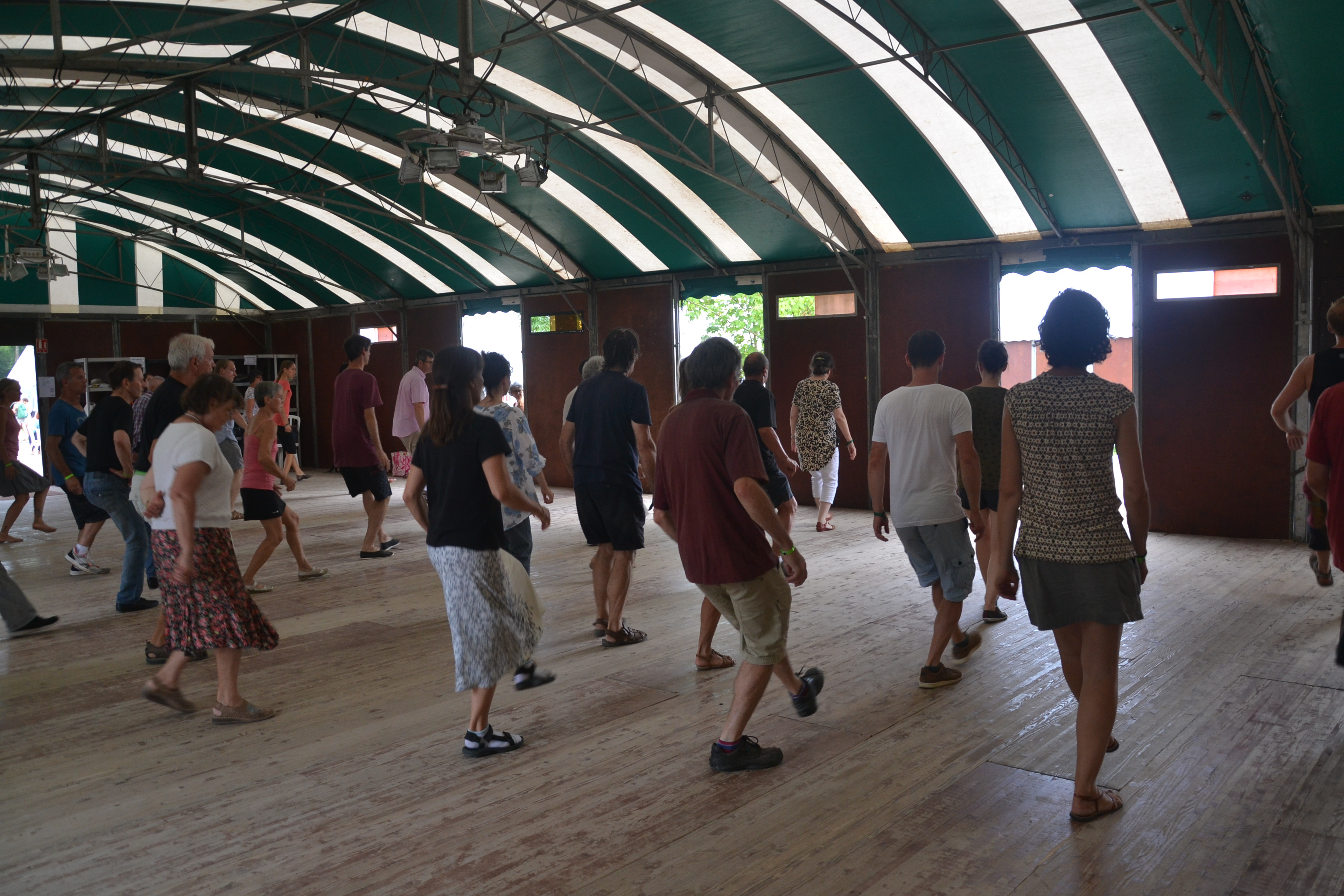
Stage d'apprentissage de la sautière au Grand Bal de l'Europe.

La sautière est une danse traditionnelle française que l'on trouve dans une région très délimitée, entre l'ouest du département de la Corrèze, l'est de la Dordogne et le sud de la Haute-Vienne. La zone de pratique de la sautière est globalement celle de la chabrette dite limousine, cornemuse locale à miroirs.
La sautière se danse sur un rythme à deux temps, au tempo rapide, proche de celui de la polka. C'est aujourd'hui une danse emblématique du bal limousin.

## Description
D'après Christophe Matho (dans un assemblage de textes hétéroclites attribués globalement, à tort, à Johannès Plantadis), « c'est une danse de confrontation dans laquelle les hommes rivalisaient d'imagination et de souplesse pour se mesurer les uns aux autres ». 
Il existe plusieurs formes de sautières ; on distingue, entre autres, la sautière a segre (à suivre) et la sautière passada (croisée), selon le placement des danseurs. 